# Joseph Adamy
Joseph Adamy (* 15. Januar 1778 in Oberwesel; † 24. Februar 1849 in Hadamar) war ein nassauischer Grubenbesitzer und Politiker. Von 1828 bis 1832 war er Mitglied des Nassauischen Landtags.

## Politik
Nach dem Tod von Jacob Preuß im Dezember 1826 wurde er als Vertreter der Gruppe der Grundbesitzer im Wahlkreis Dillenburg in den Nassauischen Landtag gewählt. Er blieb vier Jahre Abgeordneter. 1832 wurde ihm das Mandat aberkannt, da er zu den 15 Abgeordneten gehörte, die aus Protest gegen den Pairsschub von 1831 im Rahmen des Nassauischen Domänenstreites den Landtag 1832 boykottierten.
Adamy war 1849 Mitglied des „Vereins zur Durchführung der Reichsverfassung und zur Wahrung der Volksrechte“.

## Familie
Joseph Adamy war der Sohn des Chirurgen (Franz) Joseph Adamy (* 1744/45; † 6. März 1784 in Oberwesel) und dessen Frau Catharina geborene Herbrand (Hochzeit am 25. November 1772). Joseph Adamy heiratete am 6. September 1801 in Hadamar seine erste Frau Christina, geborene Scheibel (11. Juni 1765 – 12. Februar 1818). Nach Christinas Tod heiratete er am 24. März 1819 in Mainz in zweiter Ehe seine Frau Therese geborene Leyden (* 8. August 1877). Joseph Adamy war römisch-katholisch.